# Матвієнко Микола Олександрович
Мико́ла Олекса́ндрович Матвіє́нко (нар. 2 травня 1996, Саки, АР Крим, Україна) — український футболіст, захисник донецького «Шахтаря» та збірної України. Триразовий чемпіон України, чотириразовий переможець Кубка України, дворазовий півфіналіст Ліги Європи (2015/16, 2019/20), фіналіст Юнацької ліги УЄФА 2014/15.

## Клубна кар'єра

### «Шахтар»

#### Початок кар'єри
Вихованець «Шахтаря» (Донецьк). Дебютував за юніорську команду «гірників» у виїзній грі проти київського «Динамо». За основний склад уперше зіграв у 2015 році в матчі Кубка України проти «Арсеналу». У чемпіонаті України дебютував у грі з «Чорноморцем».
Фіналіст Юнацької ліги УЄФА 2014/15 (зокрема, учасник фінального матчу проти «Челсі»).

## Галерея

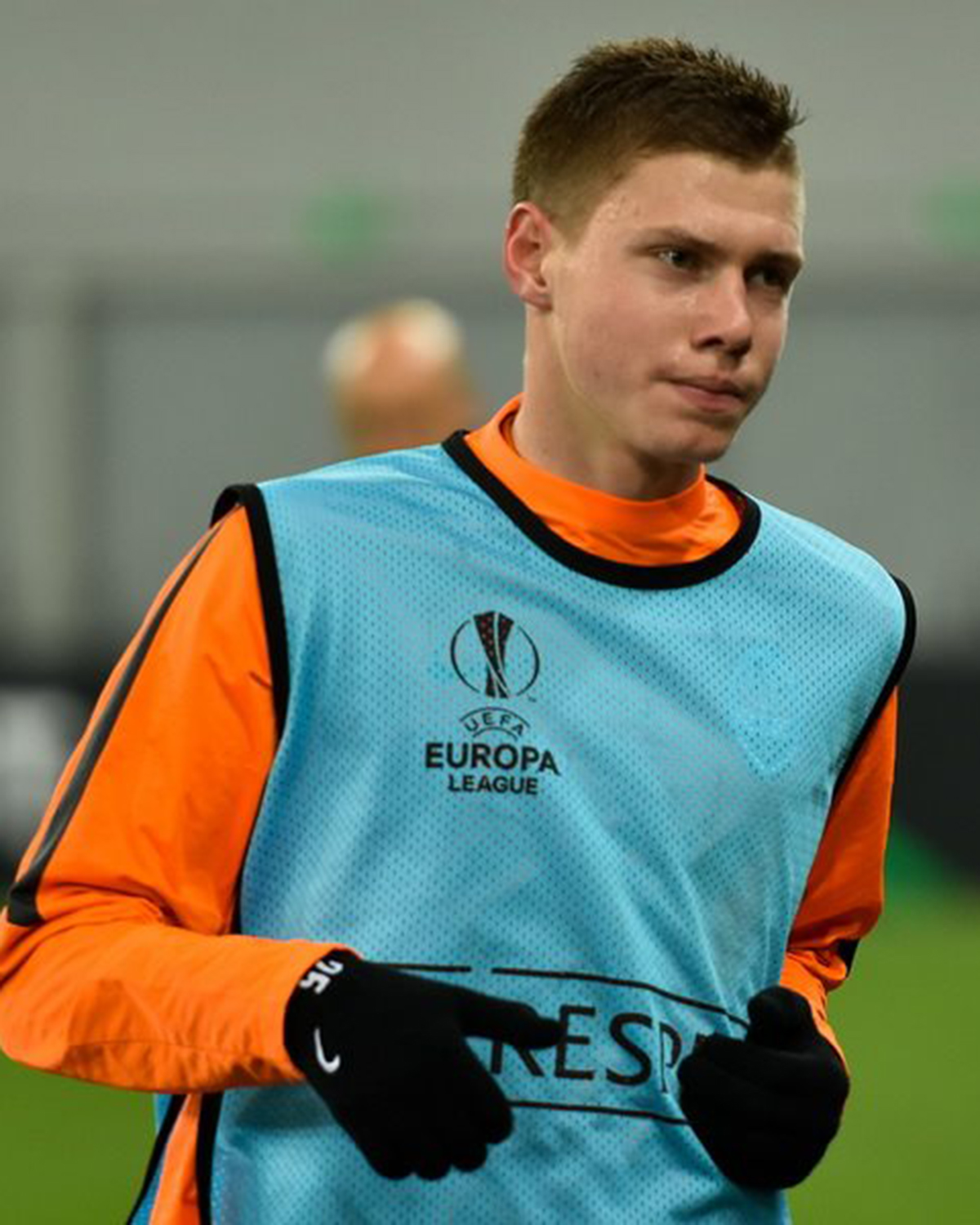
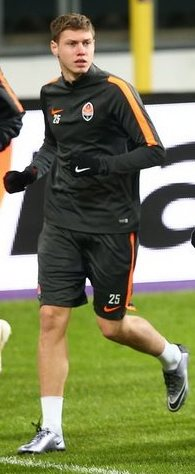

#### Оренда до «Карпат»
У лютому 2017 року на правах оренди перейшов до львівських «Карпат», де провів другу половину сезону 2016/17. Став одним із ключових виконавців «зелено-білих» (усі 14 матчів весни в основі; 1 гол, 2 результативні передачі), дебютував у національній збірній України, а за версією УПЛ визнаний другим найкращим лівим захисником чемпіонату України 2016/17.

#### «Ворскла»
3 липня 2017 року було офіційно оголошено про перехід Матвієнка до складу полтавської «Ворскли» на правах оренди. У зимове міжсезоння повернувся до «Шахтаря». 
| Дата       | Місто       | Господарі            | Результат | Гості                | Турнір                                    | Голи | Примітки     |
| ---------- | ----------- | -------------------- | --------- | -------------------- | ----------------------------------------- | ---- | ------------ |
| 24-03-2017 | Загреб      | Хорватія             | 1 – 0     | Україна              | Відбір до ЧС 2018                         | -    |              |
| 06-06-2017 | Ґрац        | Україна              | 0 – 1     | Мальта               | товариський матч                          | -    | 46'          |
| 11-06-2017 | Тампере     | Фінляндія            | 1 – 2     | Україна              | Відбір до ЧС 2018                         | -    |              |
| 02-09-2017 | Харків      | Україна              | 2 – 0     | Туреччина            | Відбір до ЧС 2018                         | -    |              |
| 05-09-2017 | Рейк'явік   | Ісландія             | 2 – 0     | Україна              | Відбір до ЧС 2018                         | -    |              |
| 06-10-2017 | Шкодер      | Косово               | 0 – 2     | Україна              | Відбір до ЧС 2018                         | -    |              |
| 09-10-2017 | Київ        | Україна              | 0 – 2     | Хорватія             | Відбір до ЧС 2018                         | -    |              |
| 23-03-2018 | Київ        | Україна              | 1 – 1     | Саудівська Аравія    | товариський матч                          | -    | 65'          |
| 27-03-2018 | Льєж        | Україна              | 2 – 1     | Японія               | товариський матч                          | -    | 62'          |
| 31-05-2018 | Київ        | Україна              | 0 – 0     | Марокко              | товариський матч                          | -    |              |
| 06-09-2018 | Брно        | Чехія                | 1 – 2     | Україна              | Ліга націй УЄФА 2018—2019 - груповий етап | -    |              |
| 09-09-2018 | Львів       | Україна              | 1 – 0     | Словаччина           | Ліга націй УЄФА 2018—2019 - груповий етап | -    |              |
| 10-10-2018 | Генуя       | Італія               | 1 – 1     | Україна              | товариський матч                          | -    |              |
| 16-10-2018 | Київ        | Україна              | 1 – 0     | Чехія                | Ліга націй УЄФА 2018—2019 - груповий етап | -    |              |
| 16-11-2018 | Трнава      | Словаччина           | 4 – 1     | Україна              | Ліга націй УЄФА 2018—2019 - груповий етап | -    |              |
| 20-11-2018 | Анталія     | Туреччина            | 0 – 0     | Україна              | товариський матч                          | -    |              |
| 22-03-2019 | Лісабон     | Португалія           | 0 – 0     | Україна              | Відбір до ЧЄ 2020                         | -    |              |
| 25-03-2019 | Люксембург  | Люксембург           | 1 – 2     | Україна              | Відбір до ЧЄ 2020                         | -    |              |
| 07-06-2019 | Львів       | Україна              | 5 – 0     | Сербія               | Відбір до ЧЄ 2020                         | -    |              |
| 10-06-2019 | Львів       | Україна              | 1 – 0     | Люксембург           | Відбір до ЧЄ 2020                         | -    |              |
| 07-09-2019 | Вільнюс     | Литва                | 0 – 3     | Україна              | Відбір до ЧЄ 2020                         | -    |              |
| 10-09-2019 | Дніпро      | Україна              | 2 – 2     | Нігерія              | товариський матч                          | -    |              |
| 11-10-2019 | Харків      | Україна              | 2 – 0     | Литва                | Відбір до ЧЄ 2020                         | -    |              |
| 14-10-2019 | Київ        | Україна              | 2 – 1     | Португалія           | Відбір до ЧЄ 2020                         | -    |              |
| 14-11-2019 | Запоріжжя   | Україна              | 1 – 0     | Естонія              | товариський матч                          | -    | 46'          |
| 17-11-2019 | Белград     | Сербія               | 2 – 2     | Україна              | Відбір до ЧЄ 2020                         | -    |              |
| 03-09-2020 | Львів       | Україна              | 2 – 1     | Швейцарія            | Ліга націй УЄФА 2020—2021 - груповий етап | -    |              |
| 06-09-2020 | Мадрид      | Іспанія              | 4 – 0     | Україна              | Ліга націй УЄФА 2020—2021 - груповий етап | -    |              |
| 11-11-2020 | Хожув       | Польща               | 2 – 0     | Україна              | товариський матч                          | -    |              |
| 14-11-2020 | Лейпциг     | Німеччина            | 3 – 1     | Україна              | Ліга націй УЄФА 2020—2021 - груповий етап | -    |              |
| 24-03-2021 | Париж       | Франція              | 1 – 1     | Україна              | Відбір до ЧС 2022                         | -    |              |
| 28-03-2021 | Київ        | Україна              | 1 – 1     | Фінляндія            | Відбір до ЧС 2022                         | -    |              |
| 31-03-2021 | Київ        | Україна              | 1 – 1     | Казахстан            | Відбір до ЧС 2022                         | -    |              |
| 23-05-2021 | Харків      | Україна              | 1 – 1     | Бахрейн              | товариський матч                          | -    |              |
| 03-06-2021 | Дніпро      | Україна              | 1 – 0     | Північна Ірландія    | товариський матч                          | -    |              |
| 07-06-2021 | Харків      | Україна              | 4 – 0     | Кіпр                 | товариський матч                          | -    | 61'          |
| 13-06-2021 | Амстердам   | Нідерланди           | 3 – 2     | Україна              | ЧЄ 2020 - груповий етап                   | -    |              |
| 17-06-2021 | Бухарест    | Україна              | 2 – 1     | Північна Македонія   | ЧЄ 2020 - груповий етап                   | -    |              |
| 21-06-2021 | Бухарест    | Україна              | 0 – 1     | Австрія              | ЧЄ 2020 - груповий етап                   | -    |              |
| 29-06-2021 | Глазго      | Швеція               | 1 – 2     | Україна              | ЧЄ 2020 - 1/8 фіналу                      | -    |              |
| 03-07-2021 | Рим         | Україна              | 0 – 4     | Англія               | ЧЄ 2020 - 1/4 фіналу                      | -    |              |
| 01-09-2021 | Нур-Султан  | Казахстан            | 2 – 2     | Україна              | Відбір до ЧС 2022                         | -    |              |
| 04-09-2021 | Київ        | Україна              | 1 – 1     | Франція              | Відбір до ЧС 2022                         | -    |              |
| 09-10-2021 | Гельсінкі   | Фінляндія            | 1 – 2     | Україна              | Відбір до ЧС 2022                         | -    |              |
| 12-10-2021 | Львів       | Україна              | 1 – 1     | Боснія і Герцеговина | Відбір до ЧС 2022                         | -    |              |
| 11-11-2021 | Одеса       | Україна              | 1 – 1     | Болгарія             | товариський матч                          | -    |              |
| 16-11-2021 | Зениця      | Боснія і Герцеговина | 0 – 2     | Україна              | Відбір до ЧС 2022                         | -    |              |
| 01-06-2022 | Глазго      | Шотландія            | 1 – 3     | Україна              | Відбір до ЧС 2022                         | -    |              |
| 05-06-2022 | Кардіфф     | Уельс                | 1 – 0     | Україна              | Відбір до ЧС 2022                         | -    |              |
| 11-06-2022 | Лодзь       | Україна              | 3 – 0     | Вірменія             | Ліга націй УЄФА 2022—2023 - груповий етап | -    | 87'          |
| 14-06-2022 | Лодзь       | Україна              | 1 – 1     | Ірландія             | Ліга націй УЄФА 2022—2023 - груповий етап | -    | 72'          |
| 21-09-2022 | Глазго      | Шотландія            | 3 – 0     | Україна              | Ліга націй УЄФА 2022—2023 - груповий етап | -    |              |
| 24-09-2022 | Єреван      | Вірменія             | 0 – 5     | Україна              | Ліга націй УЄФА 2022—2023 - груповий етап | -    | 76'          |
| 27-09-2022 | Краків      | Україна              | 0 – 0     | Шотландія            | Ліга націй УЄФА 2022—2023 - груповий етап | -    |              |
| 26-03-2023 | Лондон      | Англія               | 2 – 0     | Україна              | Відбір до ЧЄ 2024                         | -    |              |
| 12-06-2023 | Бремен      | Німеччина            | 3 – 3     | Україна              | товариський матч                          | -    |              |
| 16-06-2023 | Скоп'є      | Північна Македонія   | 2 – 3     | Україна              | Відбір до ЧЄ 2024                         | -    |              |
| 19-06-2023 | Трнава      | Україна              | 1 – 0     | Мальта               | Відбір до ЧЄ 2024                         | -    | 46'          |
| 09-09-2023 | Вроцлав     | Україна              | 1 – 1     | Англія               | Відбір до ЧЄ 2024                         | -    | 46'          |
| 14-10-2023 | Прага       | Україна              | 2 – 0     | Північна Македонія   | Відбір до ЧЄ 2024                         | -    |              |
| 17-10-2023 | Та-Калі     | Мальта               | 1 – 3     | Україна              | Відбір до ЧЄ 2024                         | -    | 31' 46'      |
| 21-03-2024 | Зениця      | Боснія і Герцеговина | 1 – 2     | Україна              | Відбір до ЧЄ 2024                         | -    | 16' 56' (аг) |
| 26-03-2024 | Вроцлав     | Україна              | 2 – 1     | Ісландія             | Відбір до ЧЄ 2024                         | -    |              |
| 03-06-2024 | Нюрнберг    | Німеччина            | 0 – 0     | Україна              | товариський матч                          | -    |              |
| 11-06-2024 | Кишинів     | Молдова              | 0 – 4     | Україна              | товариський матч                          | -    |              |
| 17-06-2024 | Мюнхен      | Румунія              | 3 – 0     | Україна              | ЧЄ 2024 - груповий етап                   | -    |              |
| 21-06-2024 | Дюссельдорф | Словаччина           | 1 – 2     | Україна              | ЧЄ 2024 - груповий етап                   | -    |              |
| 26-06-2024 | Штутгарт    | Україна              | 0 – 0     | Бельгія              | ЧЄ 2024 - груповий етап                   | -    |              |
| 07-09-2024 | Прага       | Україна              | 1 – 2     | Албанія              | Ліга націй УЄФА 2024—2025 - груповий етап | -    |              |
| 10-09-2024 | Прага       | Чехія                | 3 – 2     | Україна              | Ліга націй УЄФА 2024—2025 - груповий етап | -    |              |
| 11-10-2024 | Познань     | Україна              | 1 – 0     | Грузія               | Ліга націй УЄФА 2024—2025 - груповий етап | -    | 29'          |
| 14-10-2024 | Вроцлав     | Україна              | 1 – 1     | Чехія                | Ліга націй УЄФА 2024—2025 - груповий етап | -    |              |
| 16-11-2024 | Батумі      | Грузія               | 1 – 1     | Україна              | Ліга націй УЄФА 2024—2025 - груповий етап | -    |              |
| 19-11-2024 | Тирана      | Албанія              | 1 – 2     | Україна              | Ліга націй УЄФА 2024—2025 - груповий етап | -    |              |
| 20-03-2025 | Марбелья    | Україна              | 3 – 1     | Бельгія              | Ліга націй УЄФА 2024—2025 - плей-оф       | -    |              |
| 23-03-2025 | Генк        | Бельгія              | 3 – 0     | Україна              | Ліга націй УЄФА 2024—2025 - плей-оф       | -    |              |
| 07-06-2025 | Торонто     | Канада               | 4 – 2     | Україна              | товариський матч                          | -    | 66'          |
| Усього     |             | Матчів               | 77        |                      | Голів                                     | 0    |              |

## Збірна
Основний гравець збірної України на Юнацькому чемпіонаті Європи (U-19) 2015 року, де провів усі 3 групові поєдинки.
У національній збірній дебютував 24 березня 2017 року у виїзному матчі відбору до ЧС-2018 проти Хорватії.

## Особисте життя
Брат Миколи Матвієнка, Дмитро Матвієнко, грав за сімферопольську «Таврію», клуб «Тирасполь», продовжує виступи в окупованому Росією Криму.

## Досягнення
«Шахтар»:
- Чемпіон України (5): 2017/18, 2018/19, 2019/20, 2022/23, 2023/24
- Срібний призер Чемпіонату України (2): 2015/16, 2020/21
- Володар Кубка України (6): 2015/16, 2016/17, 2017/18, 2018/19, 2023/24, 2024/25
- Володар Суперкубка України (1): 2021
- Півфіналіст Ліги Європи (2): 2015/16, 2019/20
- Фіналіст Юнацької ліги УЄФА: 2014/15